# Glareanus
Glarean či Glareanus, vlastním jménem Heinrich Loriti, též Loritis, Loritti nebo Loretti (* 28. února nebo 2. června 1488, Mollis, Kanton Glarus—27. nebo 28. března 1563, Freiburg im Breisgau) byl švýcarský hudebník, muzikolog, lyrik, učitel, filolog, historik, geograf, matematik, humanista a pansofista.

## Život
Latinské jméno poukazuje na jeho původ v kantonu Glarus. Po získání základního vzdělání v Bernu a u Michaela Rubella v Rottweilu, studoval ve Vídni a u Matthiase Aquensia v Kolíně nad Rýnem. Zde se v roce 1512 získal titul magistra a v roce 1512 byl za své oslavné verše na císaře Maxmiliána oceněn titulem Poeta Laureatus.
Když se rozhořel spor Johanna Reuchlina s kolínskými dominikány, postavil se Glarean na stranu Reuchlina. V roce 1514 přesídlil do Basileje, kde byl v kontaktu s knihtiskaři Johannem Frobenem a Heinrichem Petrim a učenci Erasmem Rotterdamským a Oswaldem Myconiem až do roku 1529 jako vedoucí studentské koleje. Mezitím  pobýval také v Pavii (1515) a Paříži (1517–22). V Basileji se roku 1516 setkal se svým žákem a pozdějším přítelem Aegidiem Tschudim.
Jelikož ho, podobně jako Erasma Rotterdamského, rušilo ustupování klasických studií před náboženskými otázkami, dostával se ve svých vědeckých úvahách do stále ostřejšího rozporu s reformací a v roce 1529 po jejím zavedení v Basileji, odešel jako profesor poetiky do Freiburgu. Tam až do své emeritury v roce 1560 přednášel poetiku, dějiny a geografii.
Glareanův přínos v oblasti hudební teorie prostřednictvím spisu Dodekachordon z roku 1547 byl v rozšíření systému autentických středověkých modů o jónskou a aiolskou stupnici, ze kterých se vyvinul pozdější dur-mollový systém, který v západní hudbě převládal přibližně od roku 1700 do počátku 20. století.

## Glareanova cena
10. července 2007 Švýcarská hudebněvědná společnost poprvé udělila Glareanovu cenu ve výši 10 000 švýcarských franků. Nové vědecké ocenění je udělováno každé dva roky a jejím smyslem je uznání za výzkumnou práci badatelů. V mezidobí mají být oceněni mladí badatelé, taktéž částkou 10 000 franků. Prvním laureátem Glareanovy ceny je Reinhard Strohm z Oxfordské univerzity.